# Chivy-lès-Étouvelles
Chivy-lès-Étouvelles ist eine französische Gemeinde mit 488 Einwohnern (Stand 1. Januar 2022) im Département Aisne in der Region Hauts-de-France (vor 2016 Picardie). Sie gehört zum Arrondissement Laon und zum Kanton Laon-2.

## Geografie
Die Gemeinde Chivy-lès-Étouvelles liegt am Nordrand des Höhenzuges Chemin des Dames, acht Kilometer südsüdwestlich von Laon am Bach Ardon. Hier mündet auch sein Zufluss Sart Labbé. Nachbargemeinden von Chivy-lès-Étouvelles sind Laon im Norden und Nordosten,  Nouvion-le-Vineux im Südosten, Étouvelles im Süden sowie Mons-en-Laonnois und Vaucelles-et-Beffecourt im Westen.

## Geschichte
Am 9. und 10. März 1814 war Chivy-lès-Etouvelles Schauplatz von Kampfhandlungen der Schlacht bei Laon zwischen der französischen Armee unter Napoleon Bonaparte und der preußischen Armee unter Gebhard Leberecht von Blücher.
Während des Ersten Weltkriegs war das Dorf vom 2. September 1914 bis zum 13. Oktober 1918 von den Deutschen besetzt. Angesichts des Leidens der Bevölkerung in den vier Jahren der Besatzung und der Beschädigung von Gebäuden wurde der Ort am 17. Oktober 1920 mit dem Croix de Guerre 1914–1918 ausgezeichnet.

### Bevölkerungsentwicklung
| Jahr                       | 1962 | 1968 | 1975 | 1982 | 1990 | 1999 | 2011 | 2021 |
| Einwohner                  | 217  | 446  | 479  | 472  | 515  | 542  | 504  | 500  |
| Quellen: Cassini und INSEE |      |      |      |      |      |      |      |      |

## Sehenswürdigkeiten
- Kirche Saint-Pierre-aux-Liens, Monument historique

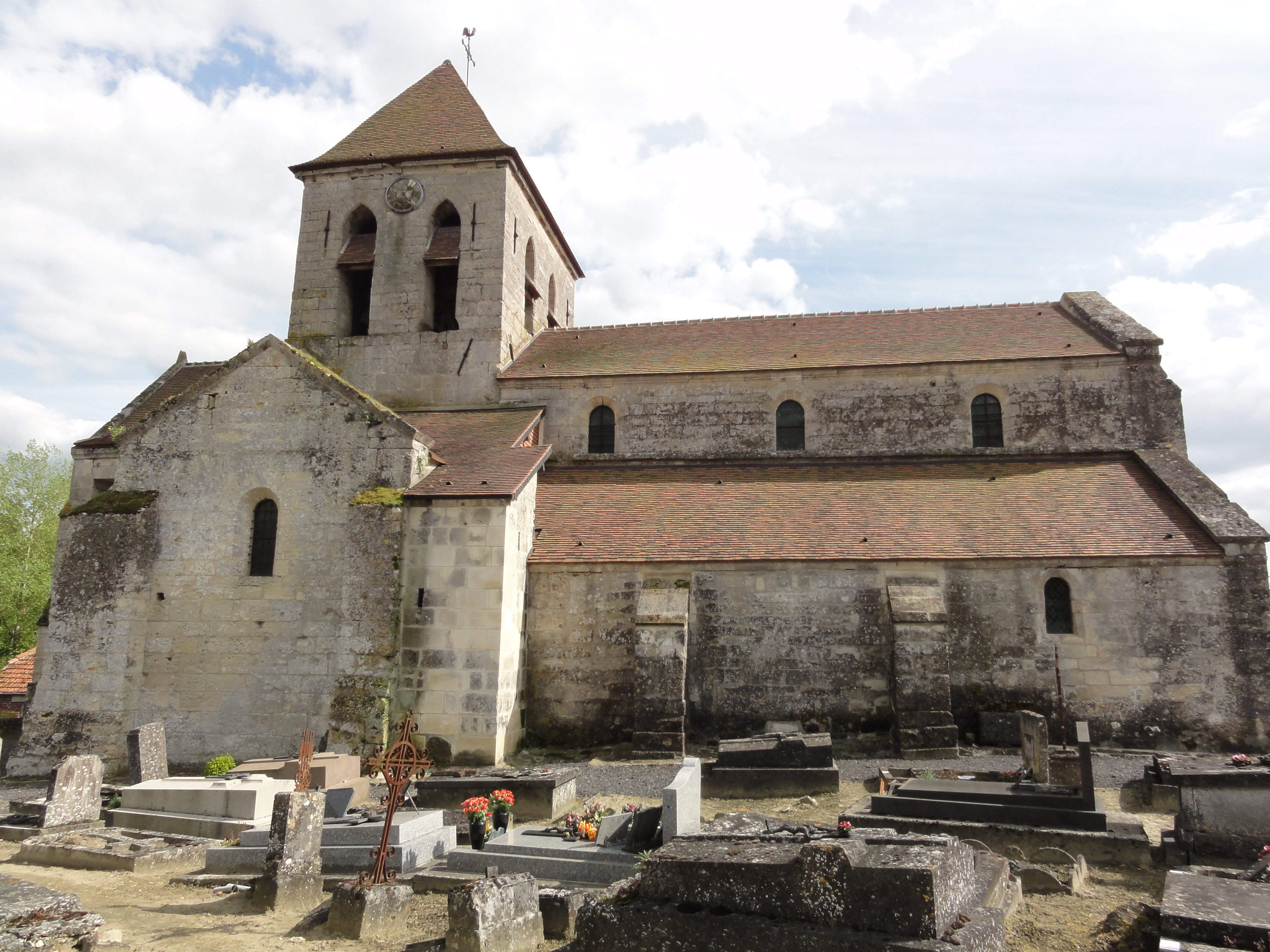
Kirche Saint-Pierre-aux-Liens
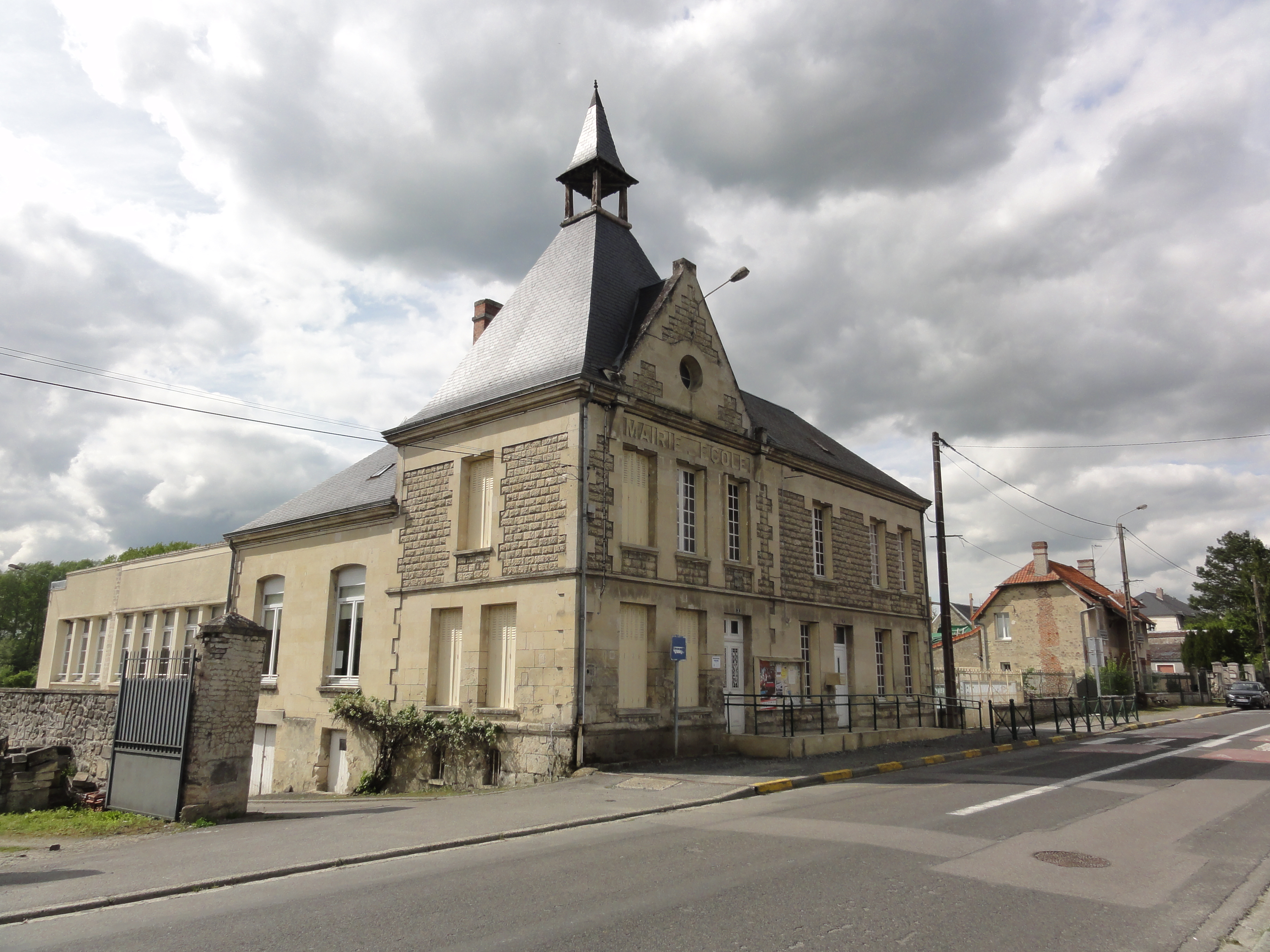
Ehemalige mairie
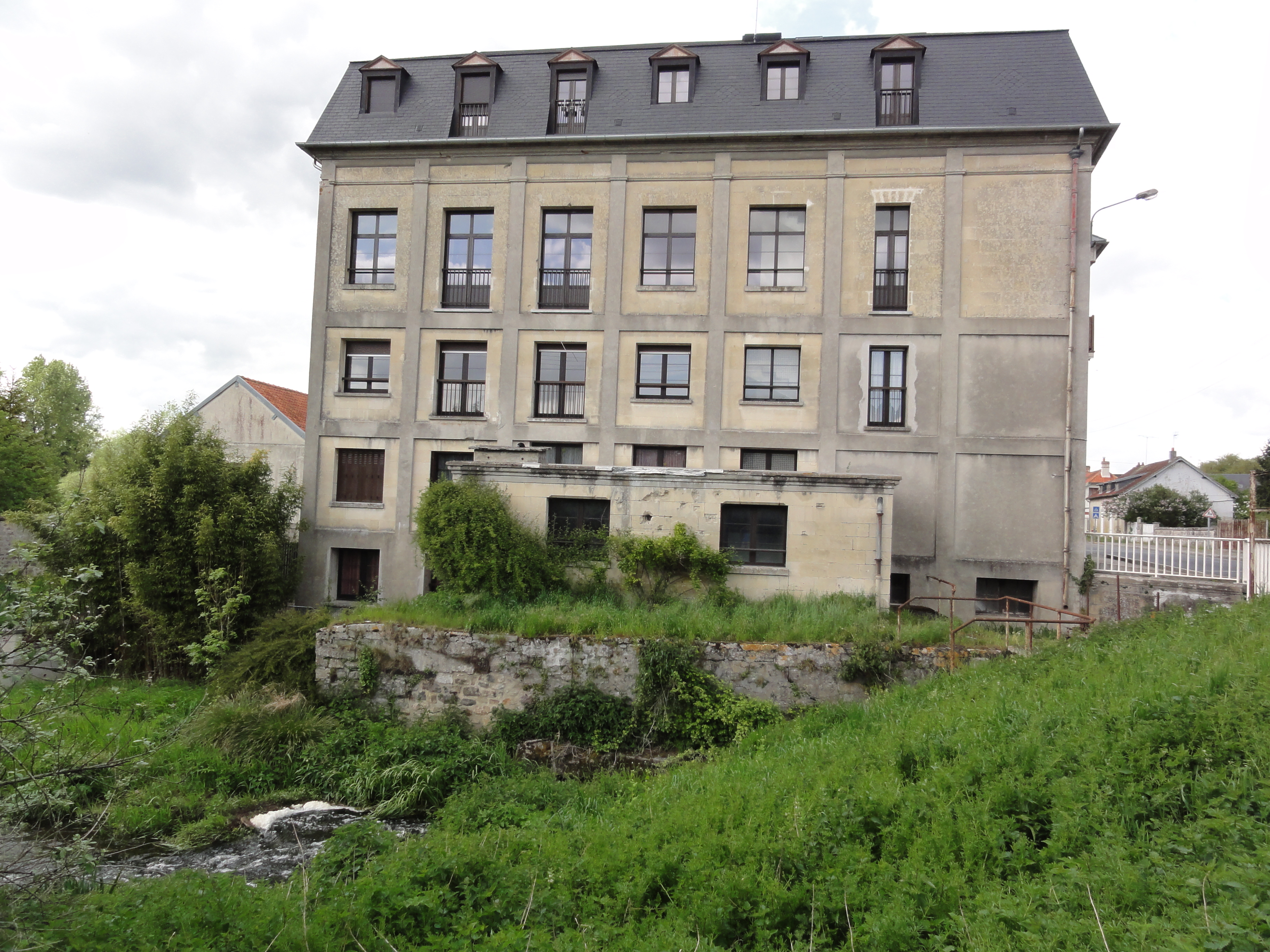
Mühle
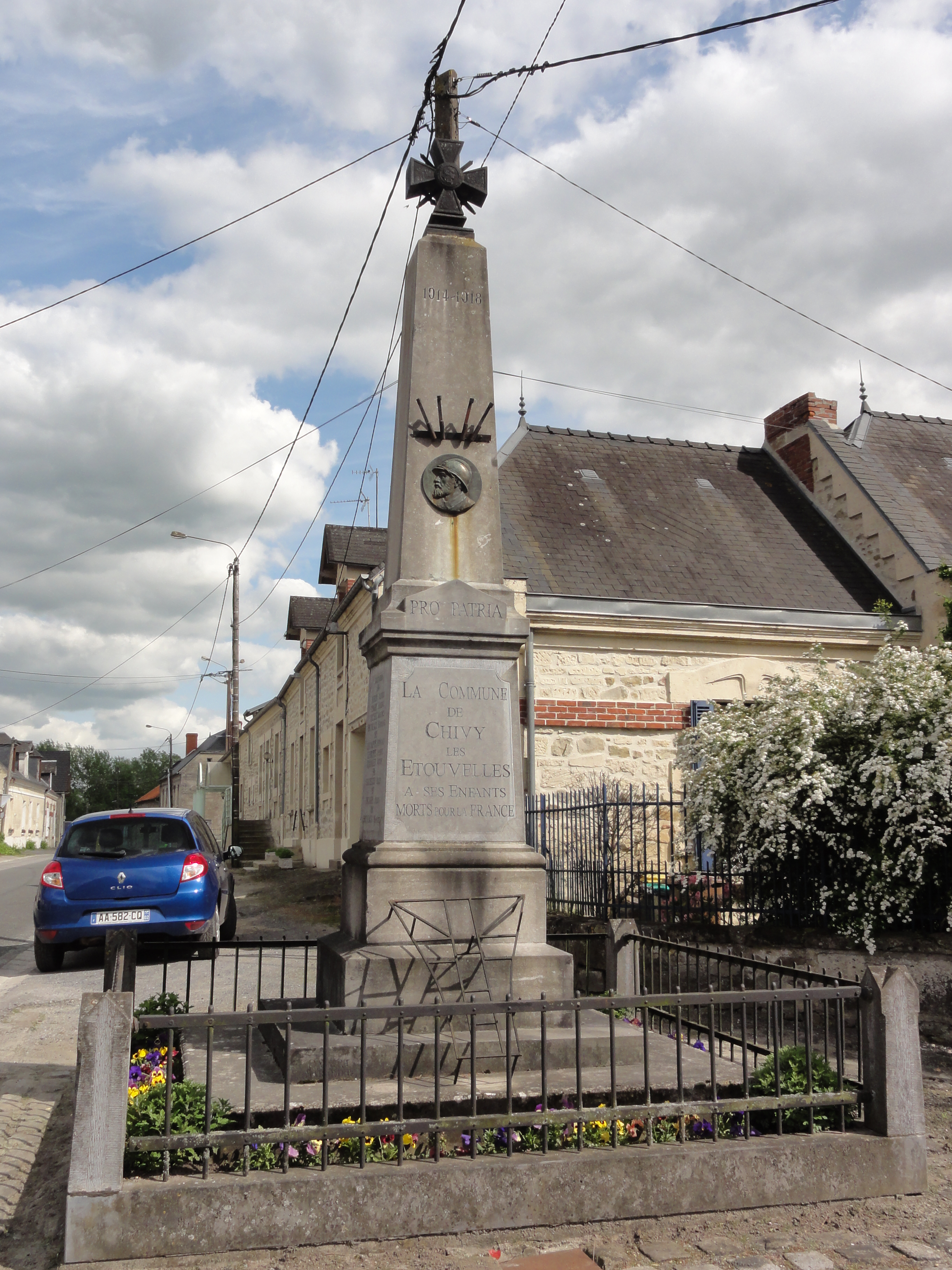
Gefallenendenkmal